# Ann Wolbert Burgess

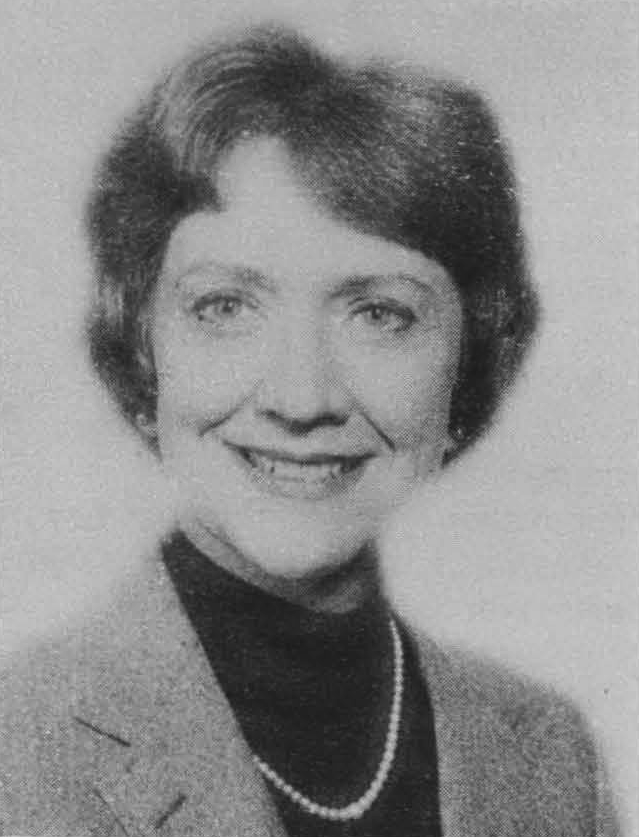
Ann C. Wolbert Burgess (1984)

Ann C. Wolbert Burgess (* 2. Oktober 1936) ist eine US-amerikanische spezialisierte klinische Krankenschwester und Professorin für psychiatrische Krankenpflege an der William F. Connell School of Nursing des Boston College. Sie gilt als Pionierin in der Erforschung von Vergewaltigungsopfertraumata.

## Leben und Karriere
Burgess erwarb einen Bachelor of Science in Krankenpflege an der Boston University sowie einen Master of Science in Krankenpflege von der University of Maryland und promovierte an der Boston University.
Mitte der 1970er Jahre gründete sie gemeinsam mit der Soziologin Lynda Lytle Holmstrom eines der ersten Kriseninterventionsprogramme für Vergewaltigungsopfer am Boston City Hospital. Während ihrer Arbeit identifizierten die beiden mehrere Symptome, die Vergewaltigungsopfer nach der Tat zeigen, und fassten diese im Jahr 1974 unter dem Begriff Rape Trauma Syndrome (Vergewaltigungstraumasyndrom) zusammen.
In den 1970er und 1980er Jahren unterstützte Burgess mit ihrer Expertise die Abteilung für Verhaltensforschung des FBI bei der Untersuchung von Serientätern und der Entwicklung des modernen Profilings in den USA. Die Untersuchungsergebnisse veröffentlichte sie gemeinsam mit den FBI-Agenten Robert Ressler und John E. Douglas in der Criminal Personality Study (1980) und dem Buch Sexual Homicide: Patterns and Motives (1988).

## Rezeption

### Dokumentation
Mastermind: To Think Like a Killer, eine dreiteilige Dokumentarreihe, wurde im Juli 2024 auf Hulu veröffentlicht. Regie führte Abigail Fuller, als ausführende Produzenten fungierten unter anderem Elle und Dakota Fanning. Die dreiteilige Serie beleuchtet verschiedene Bereiche, die berufliche Karriere und das persönliche Leben von Ann Burgess sowie einige der berühmten Fälle von Serienvergewaltigern und Serienmördern. Die Serie beleuchtet auch die Arbeitskultur der 1970/80er Jahre mit Aspekten von Sexismus. Auch die späteren Arbeiten von Ann Burgess zu Cyberstalking und Misshandlung von älteren Menschen werden in der Serie dargestellt.

### Fiktion
Die Figur der Dr. Wendy Carr, gespielt von Anna Torv, aus der Netflix-Serie Mindhunter beruht auf Burgess. Die Drehbuchautoren beanspruchten jedoch ihre künstlerische Freiheit, sodass es bedeutende Unterschiede zwischen der Serienfigur und Burgess gibt. Während Dr. Carr in der Serie nach Quantico umzieht, beriet Burgess das FBI von Boston aus. Dr. Carr ist lesbisch und kinderlos, Burgess ist im wahren Leben mit einem Mann verheiratet und Mutter. Außerdem ist Torvs Charakter von Beruf Psychologin, wohingegen Burgess eine spezialisierte klinische Krankenschwester ist.

## Veröffentlichungen (Auswahl)
- A. W. Burgess, L. L. Holmstrom: The Victim of Rape: Institutional Reactions. Transaction Publishers, New Brunswick, NJ 1991, ISBN 0-87855-932-9.
- J. E. Douglas, A. W. Burgess, A. G. Burgess, R. K. Ressler: Sexual Homicide: Patterns and Motives. New York, Free Press, 1995, ISBN 0-02-874063-7.
- A. W. Burgess, C. Regehr, A. Roberts: Victimology: Theories and Applications. Jones & Bartlett, Sudbury, Massachusetts 2019, ISBN 978-1-284-13019-5.
- J. E. Douglas, A. W. Burgess, A. G. Burgess, R. K. Ressler: Crime Classification Manual: A standard system for investigating and classifying violent crime. Wiley, New York, NY 2013, ISBN 978-1-118-30505-8.